# LTE Logistik- und Transport
Die LTE Logistik- und Transport-GmbH (kurz LTE) ist eine private österreichische Eisenbahngesellschaft mit Hauptsitz in Graz und einem Büro in Schwechat bei Wien. Geschäftsgegenstand ist die Durchführung von Gütertransporten auf der Schiene, einschließlich Gefahrguttransporten.

## Geschichte
Die LTE wurde mit Gesellschaftsvertrag vom 29. Mai 2000 und mit Ersteintragung ins Firmenbuch am 2. September 2000 gegründet.
Im Jahr 2001 erhielt das Unternehmen die Eisenbahnkonzession zur Erbringung von Verkehrsleistungen im österreichischen Schienennetz. 2003 erfolgte die Gründung der slowakischen Tochtergesellschaft LTE Slovakia s.r.o. Dies war die erste private slowakische Bahngesellschaft. Nach Tschechien und Slowakei wurde auch in Ungarn eine Tochter gegründet, und in den Jahren darauf auch in den Niederlanden, Deutschland, Rumänien und Polen. Über eine Kooperation mit Adria Transport in Slowenien erreicht man den Zugang zum Hafen Koper.
Die LTE ist mittlerweile in 14 Staaten der Europäischen Union tätig und hat Niederlassungen in den folgenden europäischen Staaten (Österreich, Slowakei, Tschechien, Ungarn, Niederlande, Deutschland, Rumänien, Polen). Es werden Güter von der Ostsee bis zur Adria und von der Nordsee bis zum Schwarzen Meer transportiert. In Belgien, Frankreich, der Schweiz, Italien, Kroatien, Serbien und Rumänien bestehen Kooperationen mit anderen Eisenbahnverkehrsunternehmen.

### Gesellschaftsverhältnisse
Die LTE wurde im Jahr 2000 von der Graz-Köflacher Bahn als Tochtergesellschaft für den internationalen Güterverkehr gegründet, zu 50 % war der Baukonzern PORR AG beteiligt. Nach dem Ausstieg der Porr erwarb am 17. Juni 2015 die Rhenus-Gruppe über die Rhenus Beteiligungen International GmbH 50 Prozent der Anteile.

## Leistungsangebot
Folgende Dienstleistungen werden angeboten:
- Carrierleistungen für nationale und internationale Bahntransporte
- Ausarbeitung kundenspezifischer Konzepte für den Bahntransport
- Vor- und Nachlauf-Transporte auf der Straße
- Transportüberwachung (24/7 Helpdesk)
- Beschaffung von Güterwagen und Wechselbehältersystemen
- Bedienung privater Gleisanschlüsse
- Überführung von Schienenfahrzeugen in Europa – inkl. Zollabwicklung
- Train-Tracking – Fahrzeugortung und -verfolgung
- Proaktives Informationsmanagement
- GPS- und Internet-Technologien
- Wagon Ambulance – Wagenreparaturen, Sicherheitsuntersuchungen, Eingleisen von Güterwagen, Überstellung von nicht betriebsbereiten Güterwagen in Werkstätten, Waggonmanagement und Ausbindearbeiten vom Drehgestell (Bratislava/Umkreis von 300 km)

Die wichtigsten Märkte für die LTE sind Südosteuropa und die Niederlande, dort werden 50 % der Güter transportiert. 2017 wurden 9,86 Mio. Tonnen transportiert, hauptsächlich Agrarprodukte, Mineralöl und Container, was einen Umsatz von 103 Mio. Euro bei einem Jahresüberschuss von 6,73 Mio. Euro erwirtschaftete, rund 500 Personen werden beschäftigt.

## Fahrzeugbestand
Im Eigentum befinden sich diverse Triebfahrzeuge verschiedener Hersteller, die bei den verschiedenen Tochtergesellschaften zum Einsatz kommen bzw. teilweise in dessen Besitz sind. Dazu gehören insgesamt 6 Bombardier TRAXXF140MS2E (286 940, 186 941-945), 3 Bombardier TRAXXF140AC3 (187 930-932), 6 Siemens Vectron MS (193 694, 697, 868, 957-959), 1 Siemens ES64U4 (1216 910), 3 Siemens ER20 (2016 903-904 und 909), 10 Softronic Transmontana (480 004, 019, 024, 029, 030, 071, 081; 3 weitere bestellt), ČKD 740 sowie 4 Re4/4IV (446 015-018) und 1 E42/Ae412 (412 002). 
Weiter agiert man als Halter der Loks der Schwester-Gesellschaft Adria Transport, die auch zusammen im Verbund eingesetzt werden. Zu diesen gehören 3 ES64U4 (1216 920-922), 2 ER20 (2016 920-921) und zwei Vectron MS (6193 012 & 822). Die als 2016 922 von MRCEdispolok (heute: BRCE) übernommene 223 006 wurde 2021 an die Muttergesellschaft abgegeben und wird dort im Personenverkehr eingesetzt.
Zusätzlich werden Vectrons sowie TRAXXF140AC3 und MS2E von verschiedenen Vermietern wie ELL Austria, BRCE, Railpool oder Akiem angemietet. Ehemals wurden von der damaligen MRCEDispolok (heute: BRCE) vor allem Loks der Typen Siemens ES64U2 und ES64F4 sowie Bombardier TRAXXF140AC1 und TRAXXF140AC2 von Angel Trains (heute: Alpha Trains) angemietet.

## Transporte
- Chemie- und Mineralölprodukte (Ammoniak, Benzol, Methanol, Otto- und Dieselkraftstoff)
- Baustoffe (Klinker, Schlacke, Zement)
- Agrar-Produkte (Mais, Weizen, Soja, Roggen, Gerste, Malz, Zucker, Ölkuchen)
- Rohstoff-Transporte (Feineisen, Aluminium, Petrolkoks)
- Transport von Kraftfahrzeugen (vorwiegend Pkw)
- Gefahrgüter

## Struktur
Zu LTE gehören folgende Landesgesellschaften (in Klammern Fahrzeughalterkennzeichnung):
- LTE Austria GmbH, Graz (LTEAT)
- LTE Logistik a Transport Slovakia s.r.o, Bratislava (LTESK)
- LTE Netherlands B.V., Rotterdam
- LTE Germany GmbH, Berlin
- LTE Bulgaria EOOD, Sofia
- LTE Rail Romania SRL, Bukarest (LTERO)
- LTE Hungária Kft., Budapest (LTEHU)
- LTE Logistik a Transport Czechia s.r.o., Ústí nad Labem
- LTE Polska Sp. z o.o., Gdynia
- LTE Italia S.r.l., Triest
- LTE Schweiz GmbH, Muttenz

In Slowenien arbeitet LTE mit Adria Transport zusammen.